# La Faille (Torchwood)
Pour l’article homonyme, voir La Faille.
 (novembre 2023).
Si vous disposez d'ouvrages ou d'articles de référence ou si vous connaissez des sites web de qualité traitant du thème abordé ici, merci de compléter l'article en donnant les références utiles à sa vérifiabilité et en les liant à la section « Notes et références ».
La Faille (Exit Wounds) est le treizième et dernier épisode de la deuxième saison de la série britannique Torchwood. Cet épisode final, 4 avril 2008 sur BBC Two, permet de coller avec l'épisode de début de saison de la saison 4 de Doctor Who diffusée le lendemain.

## Résumé
Le Captaine John Hart est de retour et il cherche à détruire la ville de Cardiff par tous les moyens, lâchant des Weevils dans les rues et détraquant la centrale nucléaire afin que Jack lui revienne. Pourtant, quelqu'un d'autre semble tirer les ficelles...

## Production

### Casting
- Paul Marc Davies, qui joue le rôle du Cowled Leader jouait aussi le rôle du chef des hommes du futur dans l'épisode de Doctor Who, Utopia, et le Trickster dans l'épisode de The Sarah Jane Adventures, Whatever Happened to Sarah Jane?. C'est l'un des rares acteurs à avoir joué dans trois séries du Whoniverse.
- C'est le dernier épisode où l'on verra Naoko Mori dans le rôle de Toshiko Sato et Burn Gorman en tant que Owen Harper.

## Continuité
- Owen est appelé roi des Weevils, leur inspirant la crainte, comme on le voit dans l'épisode Le Gant de la résurrection
- On retrouve Alice Guppy, l'une des deux supérieures de Jack Harkness dans l'épisode précédent.
- On retrouve la technique de Cryogénisation avancée utilisée par Torchwood dans l'épisode Le Soldat Thomas.
- Sur la page officielle de l'épisode, on trouve le dernier rapport d'Owen, où il comptait les personnes cryogénisées et autres cadavres dans la morgue de Torchwood. Ainsi, on trouve aussi bien une bête en Silicate, une personne cryogénisée en 1901 qui devrait se réanimer bientôt, un vampire, un ours savant, le cadavre des anciens agents de Torchwood, des hippies mutants, un blob, une pizza à n'ouvrir que pour « une occasion rare »…

### Continuité avec leWhoniverse
- On retrouve la centrale nucléaire de Cardiff à la base encore à l'état de projet dans L'Explosion de Cardiff (Doctor Who).
- L'alien Hoix est montré pour la première fois dans l'épisode L.I.N.D.A mais n'avait à l'époque pas de nom.
- Lorsque Owen et Tosh parlent de leur premier jour de boulot, celle-ci dit qu'elle a dû le remplacer et se faire passer pour un médecin lors de l'affaire du « cochon de l'espace » (Space Pig). Cela explique pourquoi dans l'épisode de Doctor Who, L'Humanité en péril, le Docteur rencontre une femme médecin jouée par la même actrice que Toshiko en train d'essayer de disséquer un extraterrestre mi-homme mi-cochon. (il s'agit ici du même personnage), d'ailleurs dans l'épisode de Doctor Who, elle est créditée en tant que Dr Sato.

- Jack dit à Gray qu'il lui pardonne de la même façon que le Docteur le dit au Maître dans Le Dernier Seigneur du temps.

### Incohérences
- Les vêtements du Capitaine Jack Harkness ne se dégradent pas en plus de 18 siècles passés sous terre.